# Férfi 1500 méteres gyorsúszás a 2005. évi nyári európai ifjúsági olimpiai fesztiválon
A 2005. évi nyári európai ifjúsági olimpiai fesztiválon az úszás férfi 1500 méteres gyorsúszás versenyeit július 7-én rendezték, Lignano Sabbiadoróban.

## Előfutamok
| H | F | Név                     | Nemzet        | E        | Mj |
| - | - | ----------------------- | ------------- | -------- | -- |
|   | 1 | Clement Saccheri        | Franciaország | 16:23.25 |    |
|   | 1 | Christoffer Wallin      | Svédország    | 16:23.32 |    |
|   | 1 | Richard Varga           | Szlovákia     | 16:50.29 |    |
|   | 1 | Pedro Oliveira          | Portugália    | 16:50.35 |    |
|   | 1 | Dimitrios Adamopoulos   | Görögország   | 16:50.54 |    |
|   | 1 | Remus Florin David      | Románia       | 17:00.01 |    |
|   | 1 | Boris Loncaric          | Horvátország  | 17:16.80 |    |
|   | 1 | Marcel Schaufler        | Ausztria      | 17:29.32 |    |
|   | 2 | Andrei Motasnjov        | Észtország    | 17:32.71 |    |
|   | 2 | Svavar Skuli Stefansson | Izland        | 17:53.68 |    |
|   | 2 | Juho Allonen            | Finnország    | 18:23.39 |    |

## Döntő
| H     | Név                 | Nemzet             | E        | Mj |
| ----- | ------------------- | ------------------ | -------- | -- |
| Arany | Manuel Vincenzi     | Olaszország        | 15:47.11 |    |
| Ezüst | Caglar Gokbulut     | Törökország        | 15:51.12 |    |
| Bronz | Maciej Hreniak      | Lengyelország      | 15:53.41 |    |
| 4     | Robin Backhaus      | Németország        | 15:53.97 |    |
| 5     | Michael Newell      | Egyesült Királyság | 16:05.21 |    |
| 6     | Juan Luis Rodriguez | Spanyolország      | 16:05.63 |    |
| 7     | Pék Csaba           | Magyarország       | 16:18.21 |    |
| 8     | Pavel Medvetskiy    | Oroszország        | 16:33.46 |    |